# Jacopo Strada
Jacopo Strada (Mantova, 1507 – Prága, 1588. szeptember 6.) olasz festő, építész, numizmatikus, aranyműves és író.

## Élete
1557-től hivatalos építész volt a Habsburg-ház három olyan császárának szolgálatában, mint I. Ferdinánd és II. Rudolf. V. Albert bajor hercegnek is dolgozott, akinek az Antiquariumot (régi művészeti galériát) tervezte meg a müncheni hercegi rezidenciában, amelyben ősi szobrok gyűjteménye ma is látható. 
1567–68-ban Tiziano Vecellio festette meg híres (az infoboxban is látható) portréját, amely jelenleg a Bécsi Szépművészeti Múzeum tulajdona. 
1575-ben Frankfurtban kiadta Sebastiano Serlio I Sette libri dell'architettura (Az építészet hét könyve) című tankönyvének VII. kötetét, miután Lyonban a kéziratot az idős művésztől megvette.

## Épületei
- 1559: Vár, Innsbruck, Pietro Ferrabosco tanácsadójakent
- 1568–71: Antiquarium, München
- 1572: Schloss Neugebäude, Bécs, Simmering

## Kiadóként
- 1575: I sette libri dell'architettura, Frankfurt

## Fordítás
Ez a szócikk részben vagy egészben  a   Jacopo Strada című olasz Wikipédia-szócikk ezen változatának fordításán alapul.  Az eredeti cikk szerkesztőit annak laptörténete sorolja fel. Ez a jelzés csupán a megfogalmazás eredetét és a szerzői jogokat jelzi, nem szolgál a cikkben szereplő információk forrásmegjelöléseként.